# Возрождение (Гомельская область)
Возрождение (бел. Адраджэнне) (до 5 августа 1968 года Эрштермай) — деревня в Папоротнянском сельсовете Жлобинского района Гомельской области Белоруссии.

## География

### Расположение
В 20 км на юг от Жлобина, 10 км от железнодорожной станции Мормаль (на линии Жлобин — Калинковичи), 88 км от Гомеля.

## Гидрография
На севере Стрешинский канал, соединенный с рекой Стрешинка (приток реки Днепр).

## Транспортная сеть
Транспортные связи по просёлочной, а затем автомобильной дороге Доброгоща — Жлобин. Планировка состоит из двух прямолинейных, соединенных между собой улиц, ориентированных с юго-востока на северо-запад, к которым с севера присоединяется третья улица. Застройка неплотная, деревянная, усадебного типа.

## История
Обнаруженный археологами курганный могильник XI века (36 насыпей; 0,8 км на северо-восток от деревни) свидетельствует о заселении этих мест с давних времён.
Современная деревня основана в начале 1920-х годов переселенцами из соседних деревень на бывших помещичьих землях. Название Эрштермай на языке идиш означает «первое мая». В 1931 году организован колхоз.
Во время Великой Отечественной войны с начала 1942 года действовала подпольная группа (руководитель П. Б. Киров). Немецкие каратели сожгли 40 дворов, убили 30 жителей. В июне 1944 года в боях за деревню погибли 315 советских солдат (похоронены в братской могиле по ул. Заводской). На фронтах и в партизанской борьбе погибли 46 жителей, в память о погибших в 1967 году в центре деревни установлена скульптурная композиция.
29 ноября 1962 года посёлок Возрождение был присоединён к деревне Эрштермай, а 5 августа 1968 года эта деревня получила современное наименование. В составе колхоза «Искра» (центр — деревня Папоротное). Находятся Стрешинский крахмальный участок Краснобережского крахмально-паточного завода, фельдшерско-акушерский пункт и клуб.

## Население

### Численность
- 2004 год — 81 хозяйство, 156 жителей.

### Динамика
- 1925 год — 17 дворов.
- 1940 год — 80 дворов, 353 жителя.
- 2004 год — 81 хозяйство, 156 жителей.